# Bradysia tumulta
Bradysia tumulta är en tvåvingeart som beskrevs av Werner Mohrig 2003. Bradysia tumulta ingår i släktet Bradysia och familjen sorgmyggor.
Artens utbredningsområde är Costa Rica. Inga underarter finns listade i Catalogue of Life.